# Das Alte Testament Deutsch
Das Alte Testament Deutsch (ATD) ist eine im Verlag Vandenhoeck & Ruprecht, Göttingen, ab 1949 erschienene Reihe von wissenschaftlichen Kommentaren zu Büchern des Alten Testaments. Die Reihe war so konzipiert, dass die Bände auch für Nichttheologen verständlich sein sollten; philologische und archäologische Fragen wurden deshalb nur knapp behandelt. Als Zielgruppe nannte Otto Kaiser Studenten, Pfarrer und Katecheten.
Es gibt die Ergänzungsreihen „ATD-Apokryphen“ und „Grundrisse zum Alten Testament.“ Die Kommentarreihe wird sukzessive durch Neubearbeitungen ersetzt.

## ATD
Die Reihe wurde anfangs herausgegeben von Volkmar Herntrich und Artur Weiser. Herntrich hatte die Kommentierung des Jesajabuches selbst übernommen, der erste Teilband war 1957 erschienen. Nach Herntrichs Tod († 1959) wurde diese Kommentierung nicht weitergeführt, Otto Kaiser legte stattdessen eine Neubearbeitung vor. Von 1970 bis 1999 wurde die Kommentarreihe von Otto Kaiser und Lothar Perlitt herausgegeben.
| Band | Autor                                           | Titel | Erscheinungsjahr |
| ---- | ----------------------------------------------- | --- | ---------------- |
| 1    | Walter Beyerlin                                 | Einführung in das Alte Testament                                                                                    |                  |
| 2    | Gerhard von Rad                                 | Das erste Buch Mose / Genesis Kap. 1–12,9                                                                           | 1949             |
| 3    | Gerhard von Rad                                 | Das erste Buch Mose / Genesis Kap. 12,10–25,18                                                                      | 1952             |
| 4    | Gerhard von Rad                                 | Das erste Buch Mose / Genesis Kap. 25,19–50,26                                                                      | 1953             |
| 5    | Martin Noth                                     | Das zweite Buch Mose / Exodus                                                                                       | 1959             |
| 6    | Martin Noth                                     | Das dritte Buch Mose / Leviticus                                                                                    | 1962             |
| 7    | Martin Noth                                     | Das vierte Buch Mose / Numeri                                                                                       | 1966             |
| 8    | Gerhard von Rad                                 | Das fünfte Buch Mose / Deuteronomium                                                                                | 1965             |
| 9    | Hans Wilhelm Hertzberg                          | Die Bücher Josua, Richter, Ruth                                                                                     | 1954             |
| 10   | Hans Wilhelm Hertzberg                          | Die Samuelbücher | 1956             |
| 11/1 | Ernst Würthwein                                 | Die Bücher der Könige: Das erste Buch der Könige, Kapitel 1–16                                                      | 1977             |
| 11/2 | Ernst Würthwein                                 | Die Bücher der Könige: 1 Könige 17 – 2 Könige 25                                                                    | 1984             |
| 12   | Kurt Galling                                    | Die Bücher der Chronik, Esra, Nehemia                                                                               | 1954             |
| 13   | Artur Weiser                                    | Das Buch Hiob | 1951             |
| 14   | Artur Weiser                                    | Die Psalmen 1–60 | 1950             |
| 15   | Artur Weiser                                    | Die Psalmen 61–150                                                                                                  | 1950             |
| 16   | Helmer Ringgren, Artur Weiser, Walther Zimmerli | Sprüche (Ringgren). Prediger (Zimmerli). Das Hohe Lied (Ringgren). Klagelieder (Weiser). Das Buch Esther (Ringgren) | 1962             |
| 17   | Otto Kaiser                                     | Der Prophet Jesaja: Kapitel 1–12                                                                                    | 1960             |
| 18   | Otto Kaiser                                     | Der Prophet Jesaja: Kapitel 13–39                                                                                   | 1973             |
| 19   | Claus Westermann                                | Der Prophet Jesaja: Kapitel 40–66                                                                                   | 1966             |
| 20   | Artur Weiser                                    | Das Buch Jeremia: Kapitel 1–25,14                                                                                   | 1952             |
| 21   | Artur Weiser                                    | Das Buch Jeremia: Kapitel 25,15–52,34                                                                               | 1952             |
| 22/1 | Walter Eichrodt                                 | Der Prophet Hesekiel: Kapitel 1–18                                                                                  | 1959             |
| 22/2 | Walter Eichrodt                                 | Der Prophet Hesekiel: Kapitel 19–48                                                                                 | 1966             |
| 23   | Norman W. Porteous                              | Das Danielbuch | 1962             |
| 24   | Artur Weiser                                    | Das Buch der zwölf Kleinen Propheten I: Hosea, Joel, Amos, Obadja, Jona, Micha                                      | 1949             |
| 25   | Karl Elliger                                    | Das Buch der zwölf Kleinen Propheten II: Nahum, Habakuk, Zephanja, Haggai, Sacharja, Maleachi                       | 1949             |

## ATD-Neubearbeitungen
Die Neubearbeitungen des ATD werden herausgegeben von Reinhard Gregor Kratz und Hermann Spieckermann.
| Band | Autor                                               | Titel                                                     | Erscheinungsjahr             | ISBN                                 |
| ---- | --------------------------------------------------- | --------------------------------------------------------- | ---------------------------- | ------------------------------------ |
| 1    | Jan Christian Gertz                                 | Das erste Buch Mose (Genesis). Die Urgeschichte Gen 1–11  | 2018; 2. Auflage 2021        | 978-3-525-57055-5; 978-3-525-51645-4 |
| 6    | Erhard Gerstenberger                                | Das dritte Buch Mose (Levitikus)                          | 1993                         | 3-525-51122-1                        |
| 7/2  | Ludwig Schmidt                                      | Das vierte Buch Mose (Numeri) 10,11–36,13                 | 2004                         | 3-525-51128-0                        |
| 8/1  | Timo Veijola                                        | Das fünfte Buch Mose (Deuteronomium), Kapitel 1,1–16,17   | 2004                         | 3-525-51138-8                        |
| 9/3  | Melanie Köhlmoos                                    | Ruth                                                      | 2009                         | 978-3-525-51244-9                    |
| 13   | Markus Witte                                        | Hiob                                                      | 2021                         | 978-3-525-51643-0                    |
| 14/1 | Hermann Spieckermann                                | Psalm 1–49                                                | 2023                         | 978-3-525-51646-1                    |
| 16/1 | Magne Sæbø                                          | Sprüche                                                   | 2010                         | 978-3-525-51239-5                    |
| 16/2 | Otto Kaiser, Hans-Peter Müller, James Alfred Loader | Das Hohe Lied, Klagelieder, das Buch Esther               | 1992                         | 3-525-51237-6                        |
| 16/5 | Melanie Köhlmoos                                    | Kohelet. Der Prediger Salomo                              | 2015                         | 978-3-525-51215-9                    |
| 20   | Werner H. Schmidt                                   | Das Buch Jeremia, Kapitel 1–20                            | 2008                         | 978-3-525-51243-2                    |
| 21   | Werner H. Schmidt                                   | Das Buch Jeremia, Kapitel 21–52                           | 2013                         | 978-3-525-51206-7                    |
| 22/1 | Karl-Friedrich Pohlmann                             | Das Buch des Propheten Hesekiel (Ezechiel), Kapitel 1–19  | 1996                         | 3-525-51204-X                        |
| 22/2 | Karl-Friedrich Pohlmann                             | Das Buch des Propheten Hesekiel (Ezechiel), Kapitel 20–48 | 2001                         | 3-525-51204-X                        |
| 24/1 | Jörg Jeremias                                       | Der Prophet Hosea                                         | 1983                         | 3-525-51225-2                        |
| 24/2 | Jörg Jeremias                                       | Der Prophet Amos                                          | 2007; 3., veränd. Aufl. 2013 | 978-3-525-51226-5                    |
| 24/3 | Jörg Jeremias                                       | Die Propheten Joel, Obadja, Jona, Micha                   | 2007                         | 978-3-525-51242-5                    |
| 25/1 | Lothar Perlitt                                      | Die Propheten Nahum, Habakuk, Zephanja                    | 2004                         | 3-525-51228-7                        |
| 25/2 | Henning Graf Reventlow                              | Die Propheten Haggai, Sacharja, Maleachi                  | 1993                         | 3-525-51238-4                        |